# Miguel Pallardó
Miguel Pallardó González (Alaquàs, 5 september 1986) is een Spaans voetballer (middenvelder) die sinds 2014 voor de Schotse tweedeklasser Heart of Midlothian FC uitkomt. Voordien speelde hij voor Valencia B, Valencia CF, Getafe CF, Levante UD en UD Almería uit zijn vaderland.
Pallardó debuteerde op 4 oktober 2014 voor Hearts FC in de uitwedstrijd tegen Queen of the South FC. De wedstrijd werd met 3-0 gewonnen.